# Joel Lehtonen
Joel Lehtonen, né le 27 novembre 1881 à Sääminki et mort le 20 novembre 1934 à Huopalahti, est un écrivain, traducteur et journaliste finlandais, qui pourrait être considéré comme l'un des premiers grands naturalistes de la littérature finlandaise, si son œuvre, originale et atypique, n'échappait à toute classification et réduction à une école.

## Biographie
Fils de la vagabonde Karoliina Heikarainen et de père inconnu, il est abandonné par sa mère à l'âge de six mois.
À la suite d'une enchère des pauvres il passe ses trois premières années difficiles dans différentes familles d'accueil de Sääminki.
Plus tard Joel croira que sa mauvaise santé est due précisément à ces misérables années de sa petite enfance.
En 1885, par une enchère des pauvres, la veuve d'un pasteur, Augusta Wallenius, recueille l'enfant il est renommé Joel Lehtonen. 
La vie de Joel s'améliore considérablement et il entre à l'école primaire de Sääminki.
Puis de 1893 à 1897, il étudie au lycée de Savonlinna puis au Lycée Ressu d’Helsinki et passe son baccalauréat en 1901.
Joel Lehtonen étudie l'esthétique et la littérature moderne à l'Université d'Helsinki mais il en est renvoyé au bout d'un an pour le punir de sa participation à la grève de la conscription militaire (fi) de 1902.
Il gagne alors sa vie comme journaliste et comme rédacteur en chef dans différentes villes de Finlande, dont Mikkeli et Porvoo.
À partir de 1913, il se consacre uniquement à l'écriture et à la traduction d'ouvrages de Boccace, Stendhal, Romain Rolland ou Ibsen.
Dès 1904, il commencé à écrire dans le style néo-romantique dominant à cette époque en Finlande.
En 1908, il voyage en Suisse et en Italie.
En 1911 et 1912 il se rend à Paris.
Il s'éloigne progressivement du néoromantisme et prend modèle sur Honoré de Balzac, Gustave Flaubert, Léon Tolstoï et Ivan Tourgueniev.
Peu après avoir publié l'un de ses derniers ouvrages (Henkien Taistelu) qui est une réflexion amère sur le climat de violence et d'injustice sociale de la Finlande de son temps, la polyarthrite rhumatoïde dont il souffre depuis des années empire tellement qu'à l'été 1934, il est quasiment paralysé. Il ne peut plus écrire et souffre d'insomnie et de dépression. 
Il se suicide en novembre 1934 en se pendant avec une corde utilisée pour envelopper un colis de livres.
Il est enterré au cimetière d'Hietaniemi.

## Œuvres

### Œuvres traduites en français
Le roman le plus connu de Joel Lehtonen, Putkinotko, paru en 1919, a été traduit en français sous le titre La Combe aux mauvaises herbes.
Son recueil de poèmes consacrés à son voyage de 1914 en Tunisie est traduit sous le titre Sous le croissant.
- Joel Lehtonen (trad. Jaakko Ahokas), La Combe aux mauvaises herbes : Ou l'Histoire du philanthrope naïf et du bouilleur de cru paresseux [« Putkinotko »], Biarritz, Del Duca, 1962, 511 p.
- (fi + fr + ar) Joel Lehtonen (trad. Soumaya Nadia Hedhili, Houda Bourial, Hatem Bourial), Sous le croissant [« Puolikuun alla »] (Recueil de poèmes), Tunis, Nef, 2010, 53 p.

### Œuvres en finnois
- Perm : syysyön unelma, recueil de poèmes. Otava 1904
- Paholaisen viulu, roman. WSOY 1904
- Mataleena : laulu synnyinseudulle, roman. Otava 1905
- Villi : kuvitteluja, roman. Otava 1905
- Tarulinna: Suomen kansan satuja Suomen lapsille uudelleen kerrottuina. WSOY 1906
- Ilvolan juttuja : kansansatusovitelmia Suomen lapsille. Otava 1910
- Rakkaita muistoja, recueil de poèmes. Otava 1911
- Myrtti ja alppiruusu, matkakirja. Otava *Nuoruus, recueil de poèmes. WSOY 1911 *Markkinoilta, recueil de poèmes. Otava 1912
- Punainen mylly. Otava 1913
- Munkkikammio, recueil de poèmes. Kirja, Helsinki 1914
- Kerran kesällä, roman. Otava 1917
- Kuolleet omenapuut , novellikokoelma. Otava 1918
- Puolikuun alla : matka- ja mielikuvia murjaanien maasta (recueil de poèmes), Karisto, 1919
- Putkinotkon metsäläiset : , roman. Karisto 1919
- Putkinotkon herrastelijat : lisiä herra Aapeli Muttisesta ja hänen rakkaistaan, roman. Karisto 1920
- Putkinotko : kuvaus laiskasta viinatrokarista ja tuhmasta herrasta (roman), Karisto, 1920
- Tähtimantteli : sikermä, novellikokoelma. Karisto 1920
- Rakastunut rampa eli Sakris Kukkelman, köyhä polseviikki , roman. Karisto 1922
- Sorron lapset, roman. Karisto 1923
- Korpi ja puutarha, novellikokoelma. Karisto 1923
- Onnen poika : vähäisiä muistokuvia. Karisto 1925 (Lehtosen lapsuudenmuistelma)
- Punainen mies, roman. Karisto 1925
- Rai Jakkerintytär roman uskollisesta. Otava 1927
- Sirkus ja pyhimys : roman vanhaan tyyliin. Otava 1927
- Lintukoto : muutamia päiväkirjan lehtiä. Otava 1929
- Keuruulainen impromptu, recueil de poèmes. Kirjoitettu 1929, julkaistu Otava 1961
- Kootut teokset 1–8. Otava 1931–1935
- Järkyttäviä jälkiä. Tieto Kustannus, Huopalahti 1931 (sous le pseudonyme Era Peira)
- Henkien taistelu : kertomus tunnetuista kansalaisistamme [« La lutte des esprits : histoire de nos concitoyens connus »] (roman), Otava, 1933
- Hyvästijättö Lintukodolle, recueil de poèmes. Otava 1934
- Metsän ukko eli Kolmen kaartilaisen seikkailu, lastenkirja; illustré Erkki Tanttu. Otava 1968
- Putkinotkon herra : Kirjeitä 1907-1920, édité par Pekka Tarkka. Otava 1969
- Kanojen Kukkelman ja muita eläintarinoita, illustré par Hannu Taina. Otava 1978
- Valitut teokset 1 : Putkinotkon herra : kirjeet Sylvia Avellanille 1907-1920, toimittanut Pekka Tarkka. Otava 1981
- Valitut teokset 2 : Mataleena ; Markkinoilta ; Kerran kesällä. Otava 1982
- Valitut teokset 3 : Kuolleet omenapuut ; Putkinotko. Otava 1982
- Valitut teokset 4 : Putkinotkon epilogeja ; Tähtimantteli ; Rakastunut rampa ; Maan "hiljaisimmat" ; Lintukoto ; Hyvästijättö Lintukodolle. Otava 1982
- Kirjeitä, toimittanut Pekka Tarkka. Otava 1983
- Runot, édité par Jarkko Laine. Otava 1984
- Ruiskukka : valikoima nouvelles. Karisto 1986
- Lintukoto : muutamia päiväkirjan lehtiä ; Hyvästijättö Lintukodolle : runoja. Suomalaisen Kirjallisuuden Seura, Helsinki 2001

## Prix et reconnaissance
- Prix national de littérature